# Charang
Charang ou Tsarang (en népalais : चाराङ) est un comité de développement villageois du Népal situé dans la zone de Dhawalagiri dans le district de Mustang. Au recensement de 2011, il comptait 452 habitants.
Ce comité de développement villageois est constitué des villages suivant:
- Charang (Tsarang) (3 580 m) ;
- Ghar Gumba (3 920 m) ;
- Marang (3 700 m) ;
- Saukre (3 825 m).

## Culture et tourisme
Le trek du Haut Mustang qui relie Jomosom à Lo Mantang, ancienne capitale du Royaume de Lo, traverse cette région. Les villages de Tsarang, Marang et Ghar Gumba sont des étapes classiques de ce trek.

### Tsarang (3 580m)
Le village de Tsarang (Charang) est situé juste au sud de la ville fortifiée de Lo Mantang, la capitale du royaume du Mustang, dans le nord-ouest du Népal. Il possède de nombreux stupas, un monastère (gompa) et une forteresse (dzong). Le monastère est composé de plusieurs bâtiments. Certains sont en train d'être rénovés et d'autres sont dans un état de délabrement avancé. Les murs intérieurs du temple principal sont couverts de peintures représentant les divinités du mandala du Bouddha de médecine. Elles ont été récemment nettoyées et restaurées. Il a été suggéré par certains informateurs locaux que les représentations et les rituels du Bouddha de médecine sont un objet spécial de dévotion dans le royaume du Mustang et peuvent être trouvés dans les temples de presque tous les villages du Mustang.

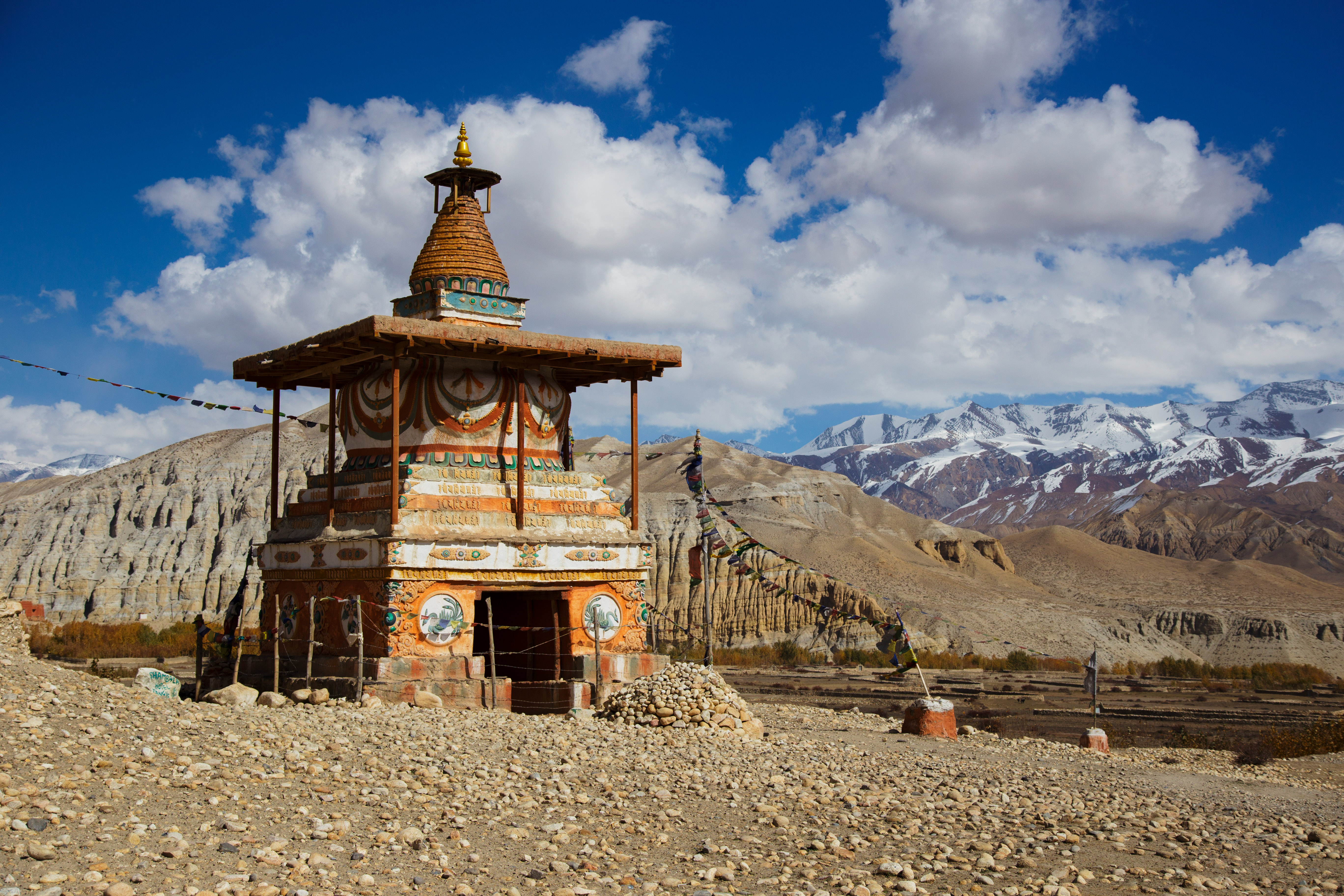
Chörten à l'entrée de Tsarang.
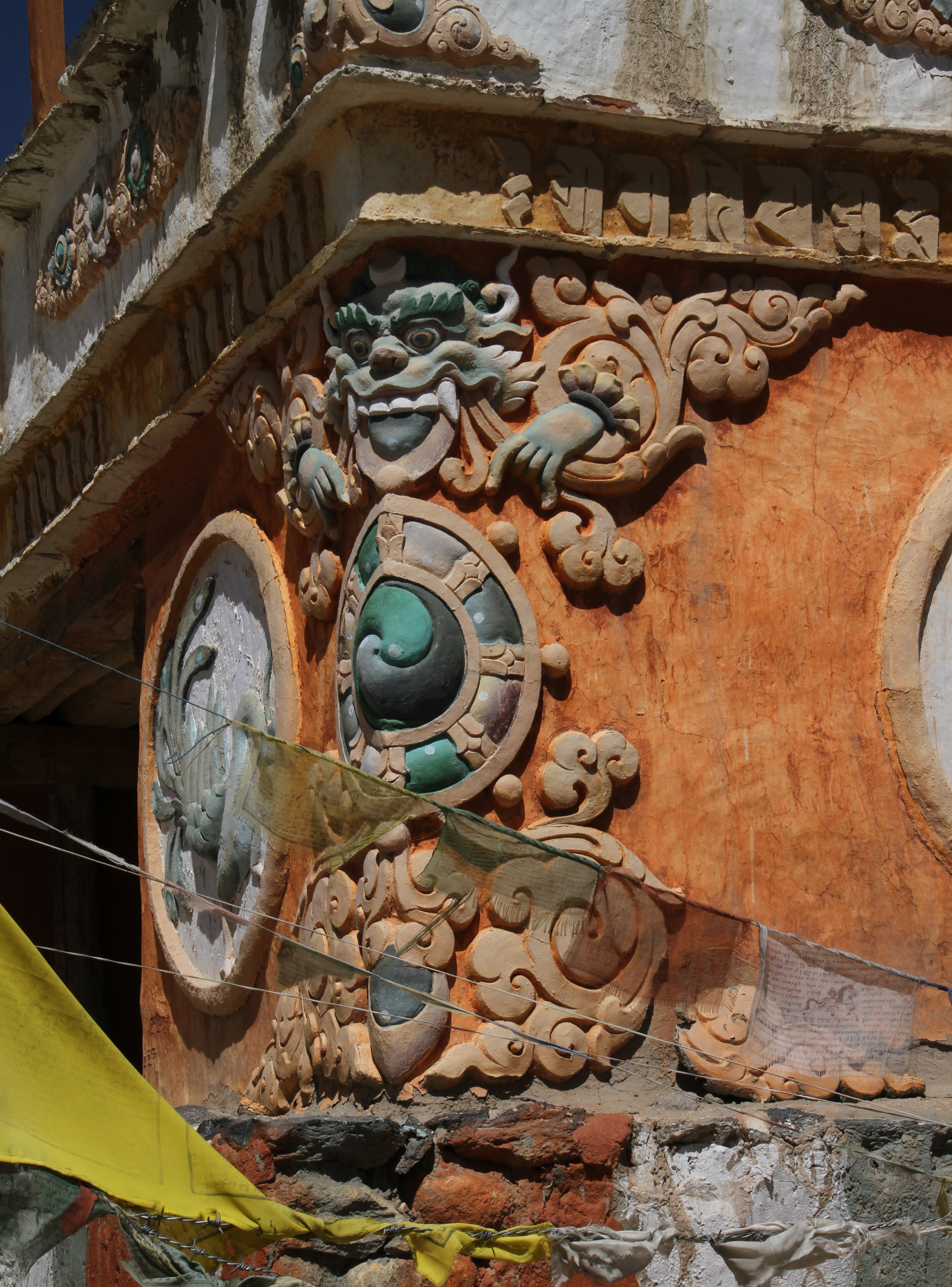
Chörten à l'entrée de Tsarang.
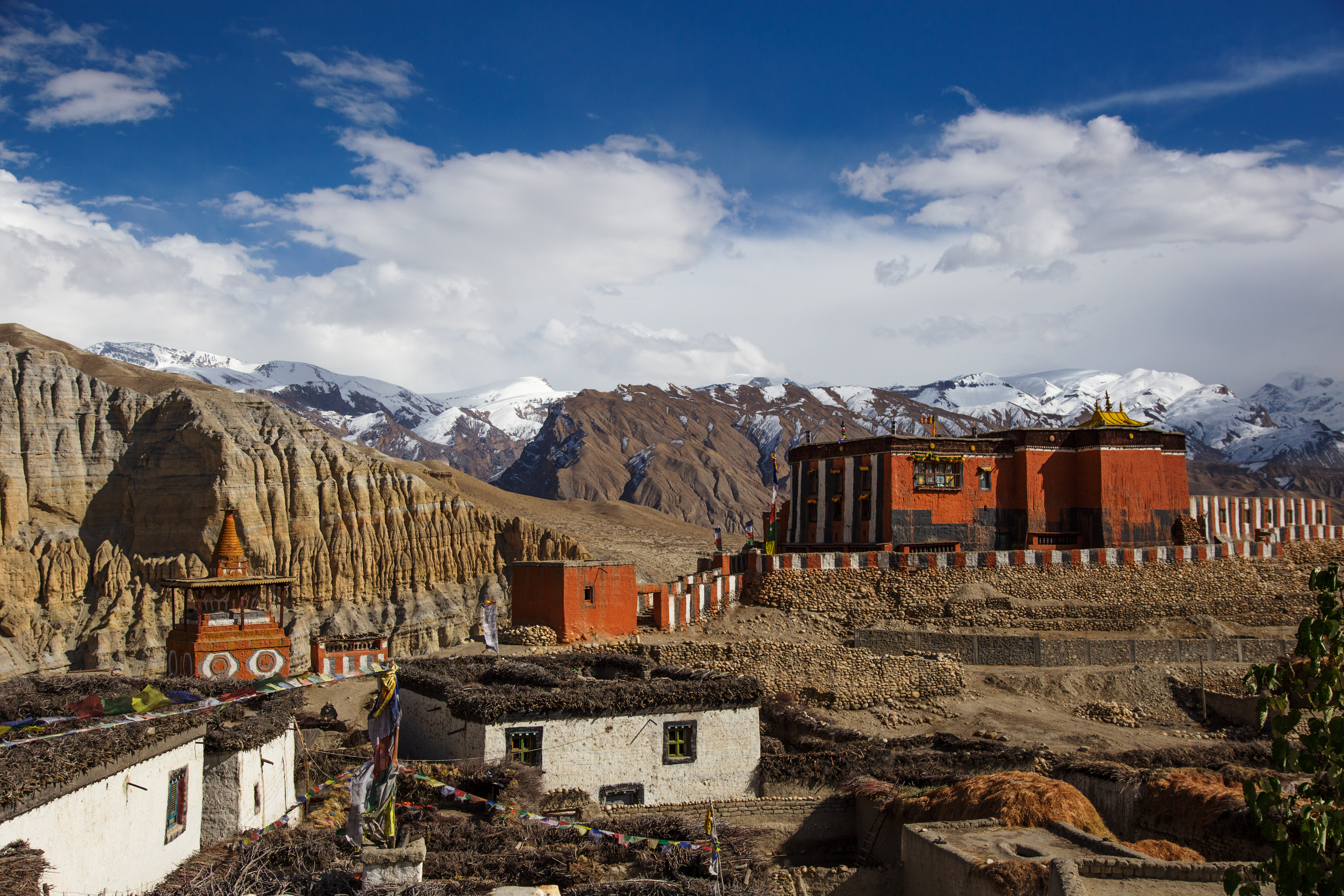
Monastère de Tsarang.
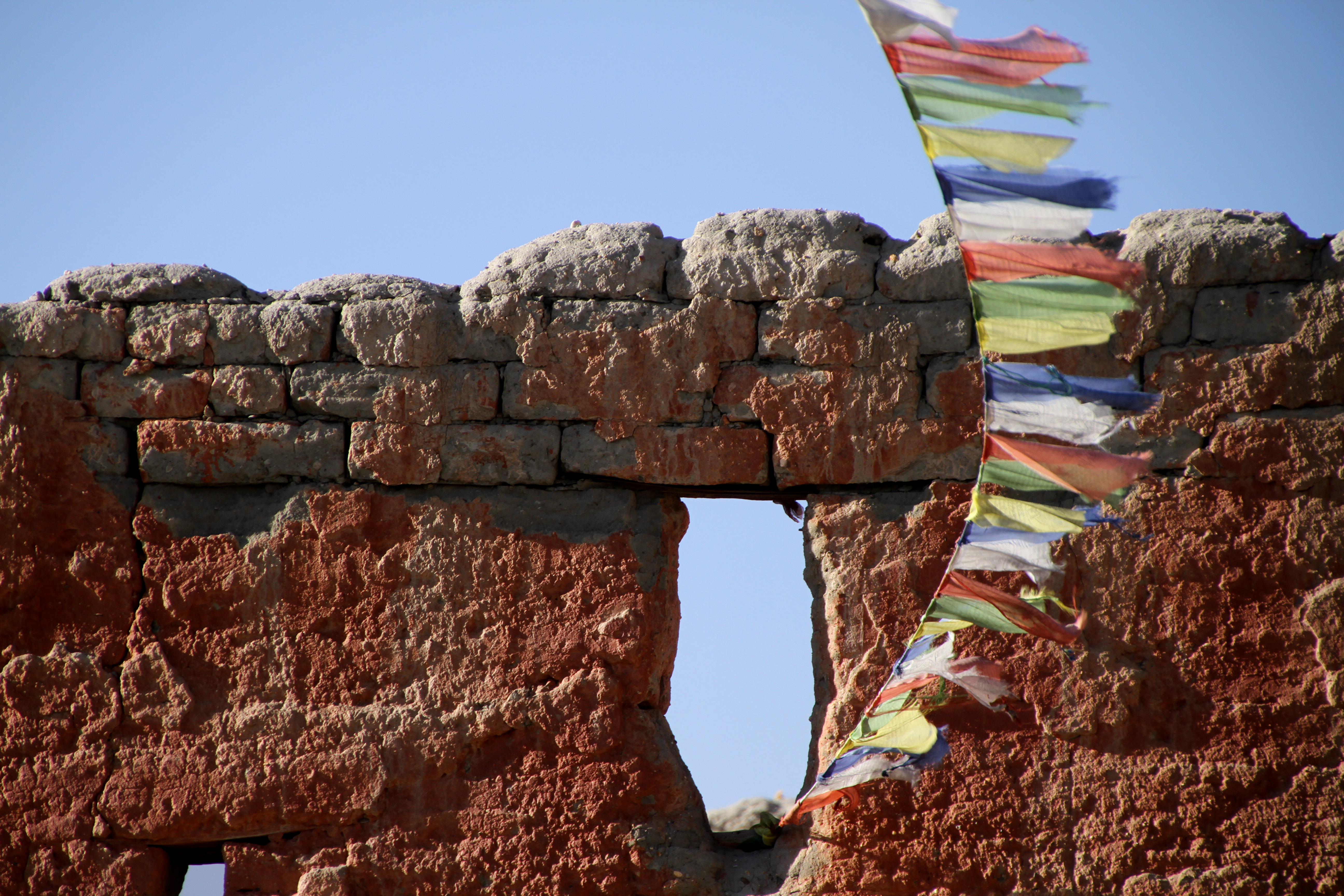
Monastère de Tsarang.
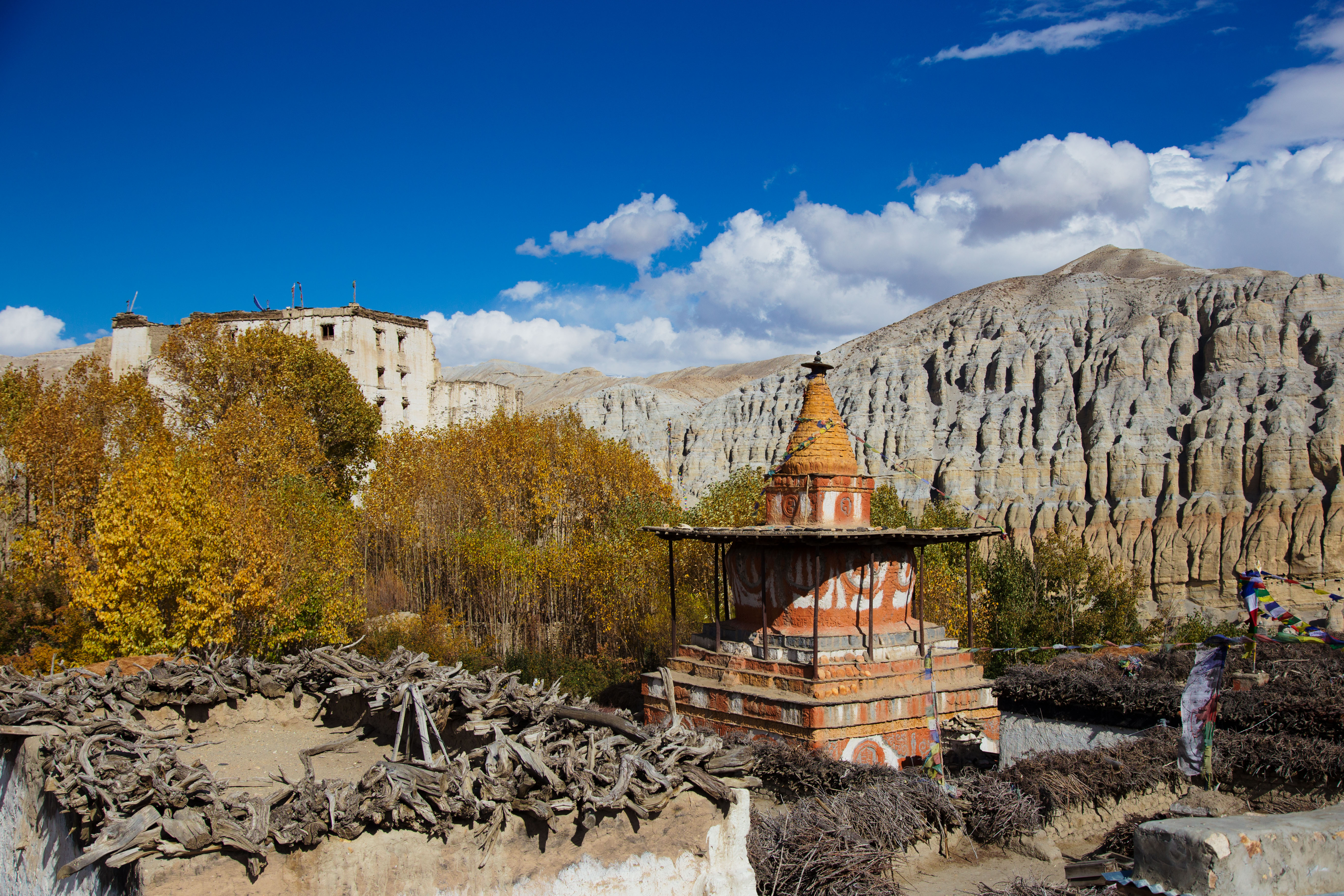
Forteresse de Tsarang.
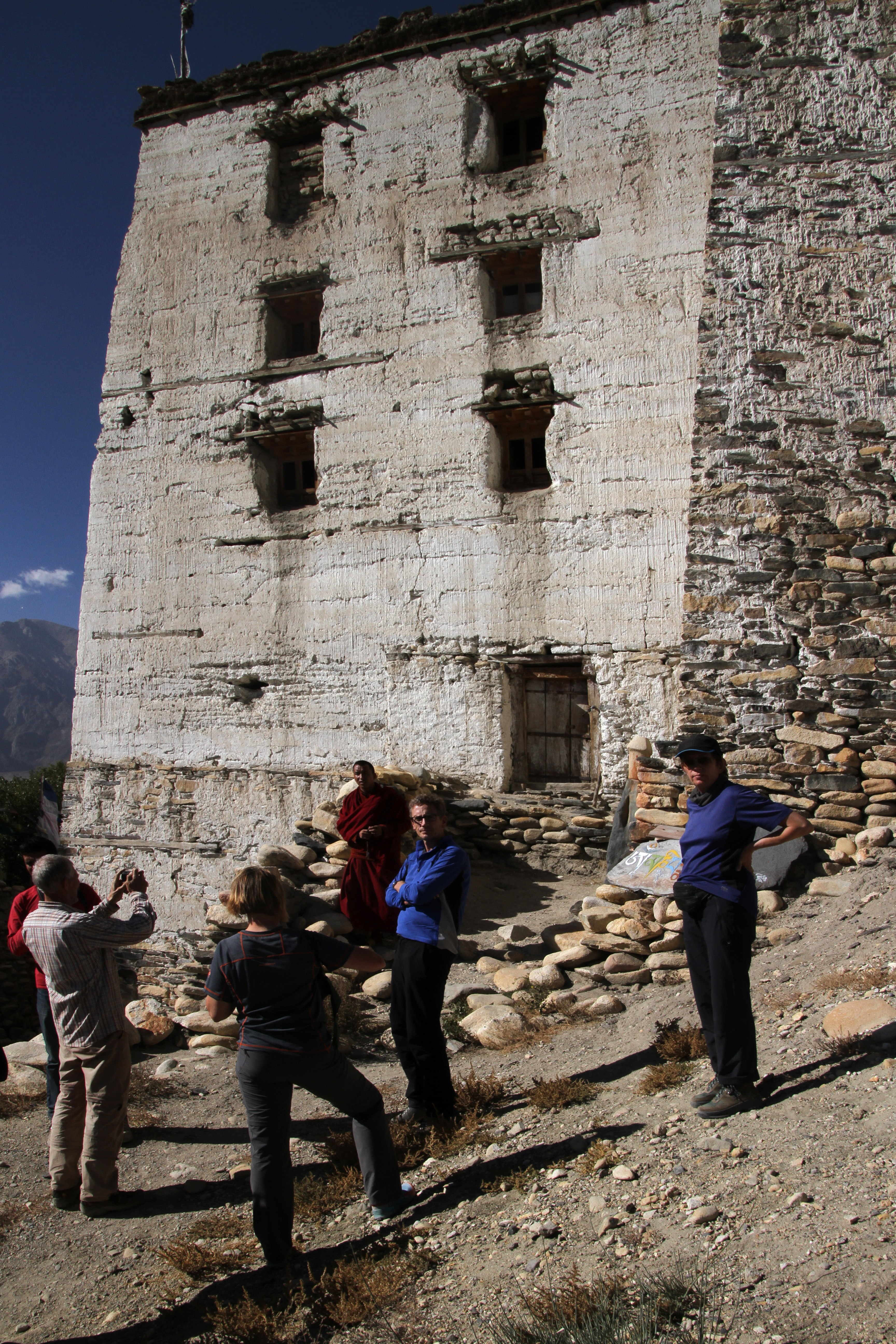
Forteresse de Tsarang.
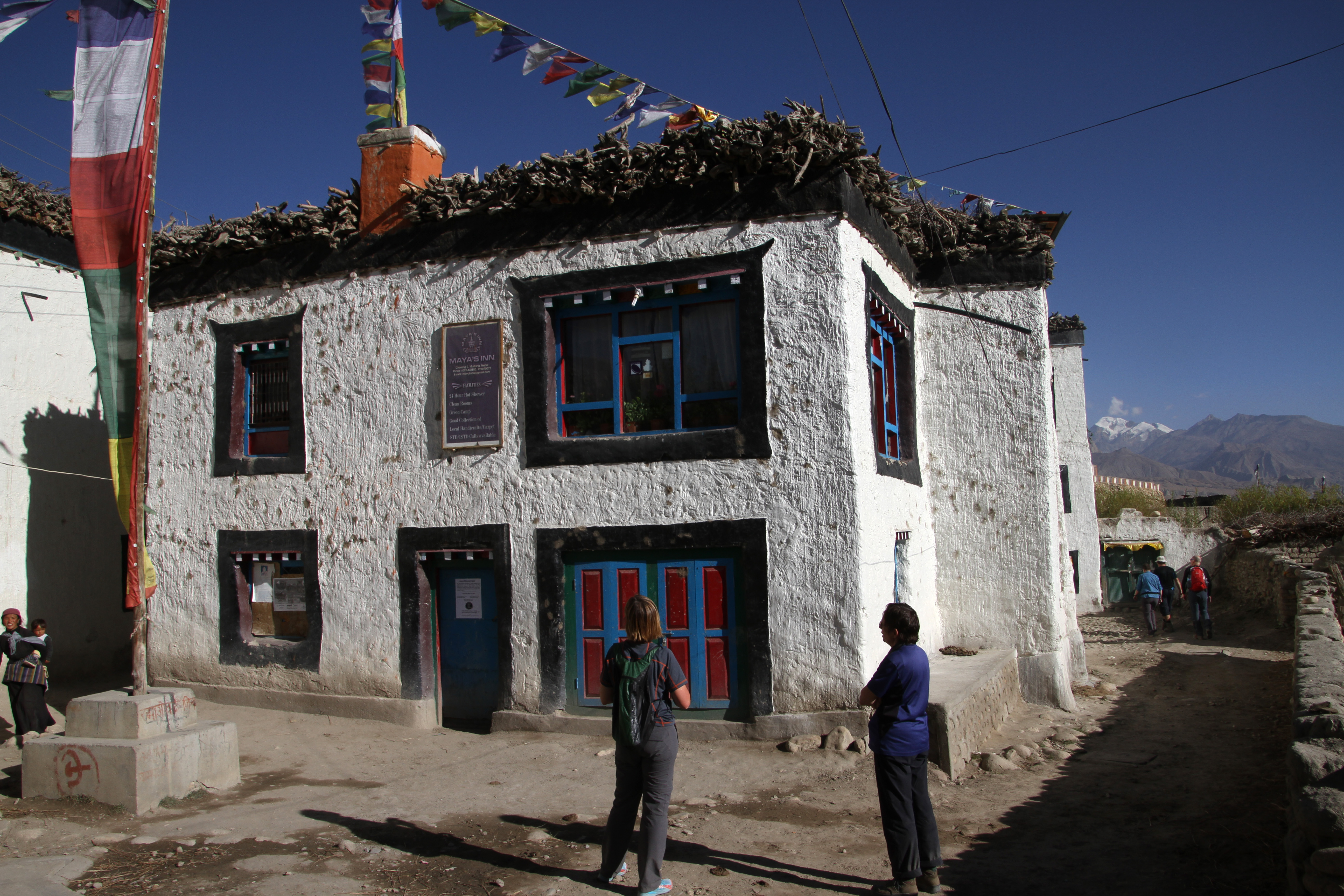
Mayas Inn
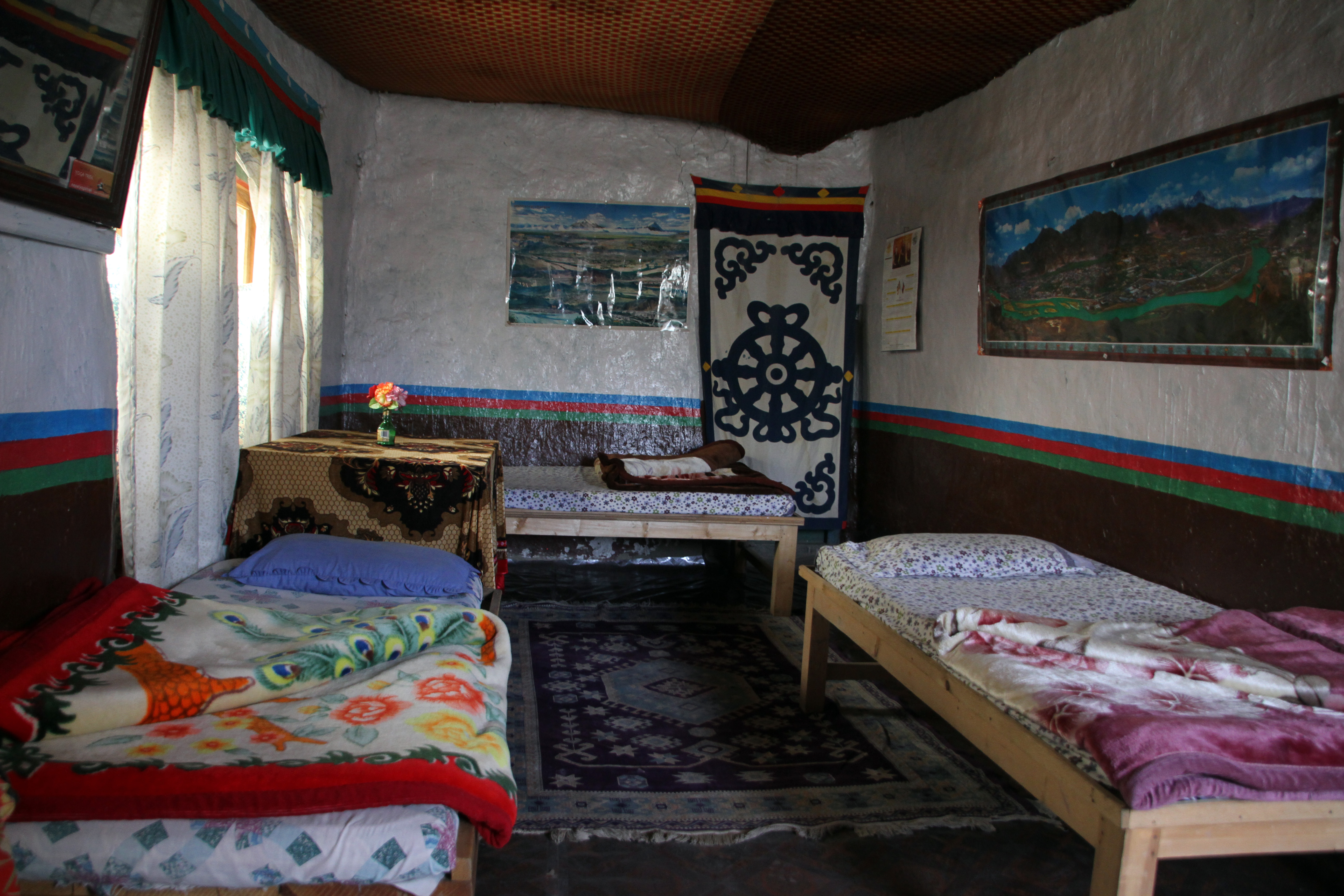
Mayas Inn

L'un des bâtiments les plus intéressants du petit complexe monastique fortifié est situé à l'arrière de la propriété. Il ressemble à une ruine et menace de tomber du haut d'une falaise. La structure est appelée localement la gompa Ani, ou Ani Lhakang (couvent). La seule entrée est un ensemble de doubles petites portes en bois qui ouvrent sur une roue de la vie et des peintures murales représentant les quatre rois gardiens. À l'intérieur, le toit a de grands trous béants et de nombreux chevrons qui laissent percer un ciel bleu. Le sol est une surface inégale et l'endroit tout entier semble pouvoir s'effondrer à tout moment. Pourtant, malgré tout, les murs intérieurs sont entièrement décorés de peintures aux couleurs vives, dont certaines semblent avoir été nettoyées et restaurées dans les années récentes.
L'aménagement intérieur de la salle n'est pas tout à fait typique. La paroi intérieure principale à l'avant de la salle (en face de la porte) a une représentation importante du Bouddha Vajradhara, le Bouddha primordial, entouré par les enseignants de la lignée Sakya - basé sur le tantra Hevajra et les enseignements de l'Indien Virupa (représenté avec six formes différentes dans les peintures murales du temple principal). Du point de vue du spectateur, à main gauche, il peut voir une très grande toile de Padmasambhava entouré d'une lignée Nyingma. Sur le côté droit de la salle se trouve un grand tableau d'un enseignant [Drugpa Kagyu] entouré par une lignée Kagyu Drugpa. Les parois latérales de la salle semblent représenter les Cinq Bouddhas symboliques accompagnés de petits bouddhas. Immédiatement à droite et à gauche de l'entrée, on rencontre d'un côté les divinités protectrices de la tradition Sakya, et de l'autre les protecteurs de la tradition Kagyu Drugpa de l'autre côté.
Bien qu'appelé gompa, l'édifice est plus susceptible d'être un lhakang ou un bâtiment créé pour être utilisé lors de la retraite d'été monastique. En toile de fond le monastère, sur les pentes des falaises abruptes de la vallée qui entoure le village de nombreuses grottes à la fois pour les religieux ainsi que l'utilisation séculaire. Seules une minorité de ces grottes sont accessibles et très peu ont été explorées par les grimpeurs qualifiés et des spécialistes culturels.